# RENNtech
RENNtech — тюнинг-ателье из Флориды, США, основанное в 1989 году Хартмутом Фейхлом и наиболее известное по модификациям автомобилей немецкой марки Mercedes-Benz.

## История

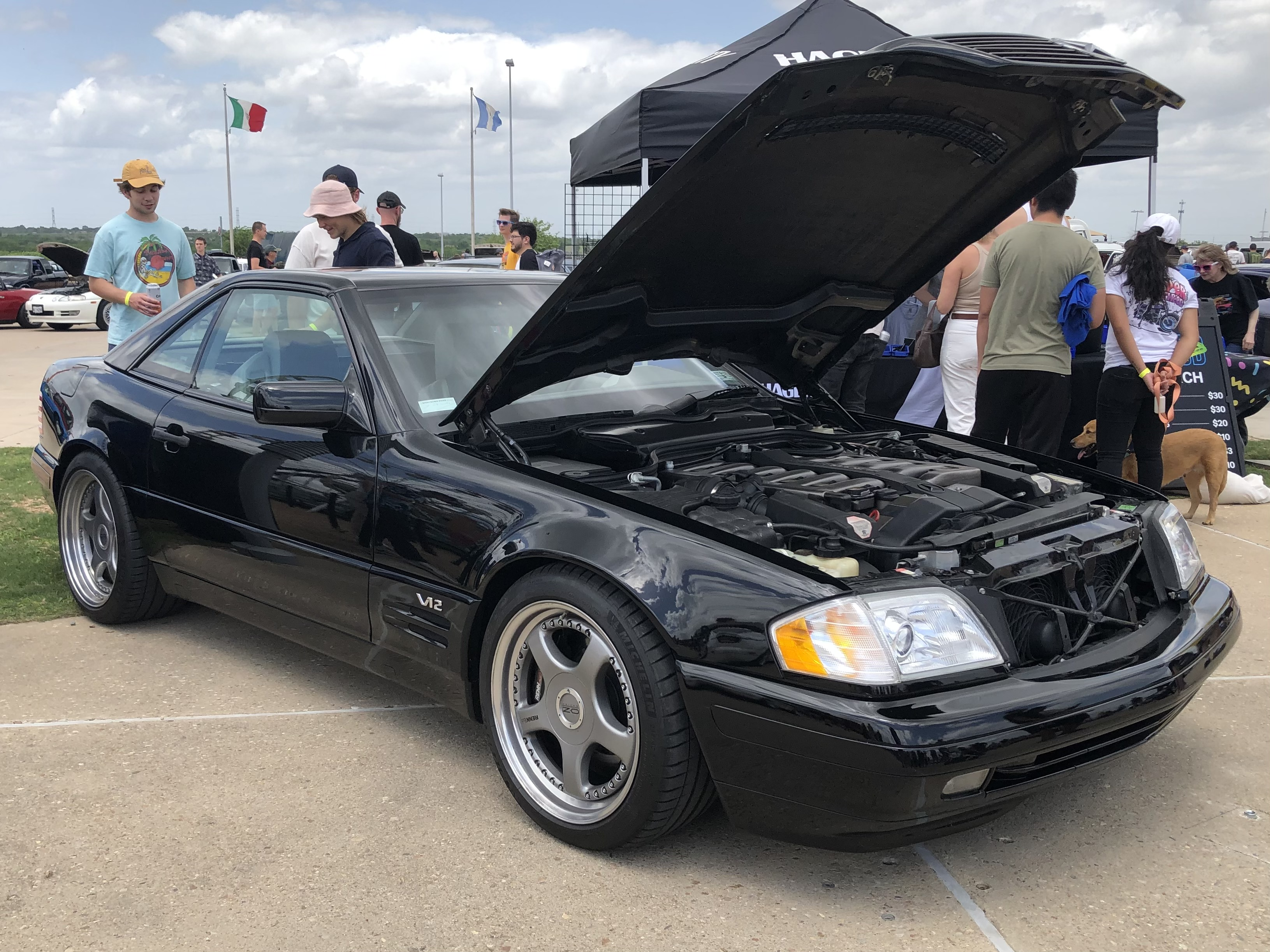
1997 Mercedes-Benz SL600 RENNTech SL74

Тюнинг-ателье RENNtech было основано Хартмутом Фейхлом (англ. Hartmut Feyhl) в 1989 году. До этого Фейхл работал на протяжении 12 лет в компании AMG, задолго до того, как последняя стала частью Mercedes-Benz в 1999 году. До создания собственного бизнеса Хартмут работал в качестве технического директора североамериканского подразделения компании.
В 1996 году RENNtech представила автомобиль Mercedes-Benz RENNtech E7.4RS, который был назван самым быстрым седаном в мире по версии журнала «Car and Driver».
После слияния компаний Daimler-Benz и Chrysler в 1999 году ассортимент автомобилей, над которыми работало тюнинг-ателье, расширился моделями Chrysler (Chrysler Crossfire и другие). 
В 2006 году RENNtech представили полностью хромированный автомобиль Mercedes-Benz SL «Chrome» с повышенной производительностью и иными модификациями.
Изначально ориентированная на тюнинг автомобилей марки Mercedes-Benz, вскоре компания RENNtech начала предлагать модификации других брендов, таких как Porsche, Volkswagen/Audi, BMW и Bentley.
В 2013 году компания открыла исследовательский центр и производство в Германии.
На сегодняшний день штаб-квартира RENNtech находится по адресу 7825 SW Ellipse Way, Стюарт, Флорида 34997.
Автомобили тюнинг-ателье RENNtech зачастую появляются в обзорах различных журналов, таких как Car and Driver, eMercedesBenz, Motor Trend, Autoweek, Modified Luxury & Exotics (в статье «Renntech modified SL55» Рэй Дарем называет компанию «одним из ведущих тюнеров автомобилей Mercedes-Benz в мире») и другие.